# Flux d'aprenentatge
Les activitats, els recursos i les eines que participen en el curs s'han de disposar i organitzar en forma d'un flux d'aprenentatge, que ha de seguir el patró indicat pel mètode didàctic triat.
Per a reproduir de manera organitzada les activitats d'un curs en un ordinador, el disseny del flux d'aprenentatge s'ha de traduir a un EML. Per a portar a terme una bona traducció al llenguatge triat, cal identificar els elements que componen el flux.

## Organització d'usuaris
Els elements fonamentals d'un flux d'aprenentatge són els usuaris, els seus tipus, els rols que tindran i saber si s'organitzaran en grups o no. S'ha de saber quants participants hi haurà en el curs, si hi ha observadors de les activitats, el nivell de penetració del professor en les activitats de l'estudiant, etc. Una bona identificació dels actors que formaran part del curs permetrà una bona definició dels rols que tindran aquests actors o dels grups que conformaran.

## Sincronisme
En termes informàtics, es parla de sincronia o sincronització quan hi ha diversos processos que s'executen a la vegada amb el propòsit de completar una tasca. En un flux d'activitats d'aprenentatge, a vegades pot fer falta cert grau de sincronisme.
L'enfocament tradicional de l'ensenyament presencial sol comportar un sincronisme entre participants, de manera que facin tots les activitats al mateix ritme. No obstant això, en el cas general, aquesta tria depèn del mètode didàctic escollit.
Ens podem trobar amb un escenari en què cada estudiant tingui la llibertat de marcar el seu propi ritme i completi les activitats quan ho consideri convenient, sempre que no s'allunyi gaire del ritme que demana el curs.
També es pot rescatar l'enfocament tradicional en certs moments i voler que tots els alumnes facin una certa activitat al mateix temps (com sol passar, per exemple, en els exàmens i les avaluacions).

## Seqüenciació
També cal determinar si els continguts es lliuren als estudiants de manera lineal, seguint un patró predefinit, o de manera condicional, depenent de paràmetres establerts. Hi ha diferents patrons de seqüenciació de continguts, des del lineal fins al condicional, passant pel jeràrquic i el de navegació, totalment lliure, o fins i tot combinacions de tots aquests patrons.
L'estàndard IMS Simple Sequencing serveix per a definir aquests tipus de seqüenciació de continguts. Aquest estàndard es pot combinar amb IMS LD i aplicar per a seqüenciar recursos dins d'una activitat IMS LD. Tanmateix, IMS Simple Sequencing és un altre estàndard que queda fora de l'àmbit de l'especificació IMS Learning Design, que té el propòsit de seqüenciar activitats i no pas continguts. Per a seqüenciar activitats, IMS LD utilitza les anomenades propietats i condicions, elements del nivell B de l'especificació.
Abans de definir la seqüència de les activitats, cal haver definit les activitats, els entorns, els recursos o servei i els rols dels usuaris que participaran en l'experiència. És natural que no se sàpiguen encara els usuaris concrets que hi participaran, però sí que s'han de definir els seus rols o els grups que hi podran formar part.
En tot cas, la seqüenciació d'activitats s'ha d'explicitar usant un llenguatge d'LD específic, com el que proporciona l'especificació IMS LD o el sistema LAMS. Cadascun d'aquests llenguatges té algunes diferències, en particular pel que fa a la manera com es poden estructurar les activitats i com s'assignen als grups d'usuaris que les han d'executar.

### Exemple: seqüenciació en IMS LD
Per a traduir la seqüenciació d'activitats a IMS LD, els elements de l'LD que es volen per al curs s'han de traduir als elements apropiats de la unitat d'aprenentatge (UoL) tal com proposa l'estàndard. A continuació, aquests elements s'han d'estructurar per a definir el mètode didàctic emprat en la UoL. L'element anomenat play és el contenidor principal que conté el curs. Dins del play hi ha els diferents actes, role-parts i estructures d'activitats.
- Actes: un curs ha de contenir com a mínim un acte, en el qual es desenvolupen els diferents role-parts, és a dir, les associacions de cada activitat a un rol. Els diferents actes se succeïxen en forma de seqüència lineal. Els actes obliguen a cert grau de sincronisme, de manera que no es pot començar un acte fins que tots els usuaris participants han acabat l'acte immediatament anterior.

- Role-parts: dins d'un acte, un role-part associa unívocament una activitat a un rol. És a dir, tots els participants associats a aquest rol tindran almenys una activitat assignada. Es poden situar diversos role-parts dins d'un mateix acte, de manera que cadascun dels diferents rols tingui assignada una activitat distinta. Totes aquestes activitats es duen a terme de manera simultània dins de l'acte, de la mateixa manera que els diferents personatges d'una obra actuen simultàniament en cada acte.

- Estructures d'activitats: les activitats predissenyades es poden agrupar en estructures. Això implica que a un usuari se li pot assignar no solament una activitat, sinó diverses activitats agrupades en un sol bloc. El dissenyador del curs també ha prendre la decisió sobre la manera com s'han de seqüenciar les activitats del grup (sia linealment o totes al mateix temps). Una estructura d'activitats de tipus seqüencial permet lliurar les activitats de manera lineal, però sense forçar el sincronisme entre usuaris. Així, quan un participant acaba una activitat, li és lliurada la següent independentment de la resta de participants.

El lliurament d'activitats als usuaris que tenen un cert rol el fa el reproductor (anomenat també motor d'execució) d'IMS LD al mateix temps per a tots els role-parts d'un mateix acte. L'ús d'actes garanteix, per tant, una seqüenciació lineal i síncrona.

### Exemple: seqüències en LAMS
El sistema LAMS defineix cada curs com una seqüència d'activitats organitzada de manera lineal, des de la primera activitat fins a l'última, que cada usuari ha d'executar per a completar el curs. El LAMS permet alterar aquesta seqüència lineal i introduir activitats opcionals, i també bifurcacions o ramificacions. Alhora es poden introduir explícitament punts de control, en què el flux d'aprenentatge es pot aturar segons el compliment d'una certa condició.
Les ramificacions i les portes o punts de control del LAMS són condicionals, és a dir, el camí pel qual avança l'estudiant i si ho pot fer es decideixen automàticament segons el compliment o no d'una condició que ha d'explicitar el dissenyador. Aquestes condicions poden ser d'aquests tipus: l'arribada d'una data planificada, la necessitat d'autorització del professor, la compleció correcta d'una activitat anterior, o la pertinença a un grup d'estudiants o a un altre.